# Storia della Croce Rossa Italiana

Logo della Croce Rossa Italiana

La storia della Croce Rossa Italiana è la storia dell'ente denominato Croce Rossa Italiana.
Durante i conflitti ha operato attraverso il Corpo militare della Croce Rossa Italiana e quello delle infermiere volontarie.
L'associazione nel dopoguerra è divenuta ente pubblico non economico con prerogative di carattere internazionale, posta sotto l'Alto Patronato del Presidente della Repubblica Italiana, sottoposta alla vigilanza del Ministero della salute, del Ministero dell'economia e delle finanze e del Ministero della difesa, ciascuno secondo competenza. Dal 2012 è un'associazione di diritto privato.

## La Fondazione del “Comitato Milanese della Associazione Medica Italiana per il soccorso ai malati e ai feriti in guerra”
Il 15 giugno 1864 fu costituito il “Comitato Milanese della Associazione Medica Italiana per il soccorso ai malati e ai feriti in guerra” grazie al dott. Cesare Castiglioni, divenuto poi presidente del Comitato stesso, che propose di creare un'associazione per fornire aiuti medici ai militari feriti (in accordo con le numerose associazioni sorte in Europa grazie all'opera di Henry Dunant). All'inizio del 1864 una commissione iniziò pertanto a gettarne le basi formando un comitato che a sua volta ne redasse il regolamento, ed esortò le altre 50 sedi sorgenti in altre città a fare altrettanto. Tale comitato, presupposto per l'istituzione della Croce Rossa Italiana, andò ad occupare il settimo posto in ordine di fondazione fra le società nazionali, quinto per adesione alla Convenzione di Ginevra.
Nell'agosto 1864 il dott. Castiglioni venne chiamato a Ginevra per esporre quanto fatto a Milano, partecipando quindi alla stessa conferenza dalla quale nacque la Convenzione di Ginevra del 1864, dove si proclamò:
assumendo quindi il principio di uguaglianza di alleati e nemici davanti alla necessità di assistenza.
Contemporaneamente si ebbero le prime adesioni al comitato milanese: tra queste ci furono diverse personalità di spicco del mondo scientifico, industriale e letterario (come Alessandro Manzoni); furono inoltre designati patroni il Re Vittorio Emanuele II e il principe Umberto.
Nell'adunanza dell'11 dicembre dello stesso anno fu scelta Milano come sede centrale. Nel comitato centrale furono costituite quattro sezioni: la prima aveva il compito di procurare le merci, la seconda di raccogliere oggetti, la terza di curarne la conservazione e la quarta di predisporre il personale medico, di istruire gli infermieri e di provvedere all'erogazione dei mezzi in accordo con le autorità competenti (il lavoro della quarta sezione iniziò con la predisposizione di ambulanze leggere che potessero seguire l'esercito).
D'intesa con il Comitato internazionale della Croce Rossa di Ginevra fu poi stabilito che la bandiera della Croce Rossa potesse essere usata solo in caso di guerra. L'associazione fu approvata dal Ministero dell'interno e della guerra, e il 1º giugno 1866 il Ministero della guerra disciplinò l'organizzazione, ponendo regole militari ai componenti delle squadriglie; il personale superiore doveva perciò indossare una divisa formata da: un berretto di panno verde scuro con la legenda "soccorso ai feriti" ricamata in oro; una cravatta nera; una giacchetta alla cacciatora di panno verde scuro e pantaloni di panno grigio, come usava la Guardia nazionale.
Il 22 giugno 1866 l'Italia dichiarò guerra all'Austria e dieci giorni dopo partirono le prime squadriglie di volontari, che soccorsero i combattenti in Trentino e i feriti dell'Armata di Mare. Il comitato milanese trovò inoltre appoggio e aiuto nella Francia e nella Svizzera per la sua opera di soccorso: per la prima volta le nazioni non belligeranti si adoperarono apertamente per soccorrere le avversità di Paesi limitrofi in guerra. L'Italia nel panorama internazionale fece inoltre da tramite ai soccorsi destinati ai feriti nella Guerra franco-prussiana del 1870-71.

## Anni 1874-1898

### Trasferimento del Comitato Centrale e riconoscimento pubblico
Compiuta l'Unità d'Italia venne spostato a Roma il Comitato Centrale, dichiarato costituito il 31 maggio 1874. Fu costituita quindi un'assemblea per eleggere l'ufficio di presidenza provvisorio e per provvedere alla redazione del regolamento definitivo. Nelle riunioni successive si discusse sul nome da dare all'allora “Associazione di soccorso ai feriti e ai malati in guerra” e si approvarono gli articoli dello statuto del Comitato Centrale.
Il 21 maggio 1876 fu eletto a Presidente Generale dell'Associazione e del Comitato Romano Enrico Gucciardini. L'amministrazione venne quindi posta nei locali dell'ex convento di Santa Maria, ai piedi della salita del Pincio.
Nel 1879 il Comitato Centrale iniziò la pubblicazione di un bollettino annuale e ciò contribuì al continuo pervenire di offerte. Fu inoltre costituita l'“Unione delle Donne Italiane della Croce Rossa” grazie all'appello della regina Margherita di Savoia. Nel 1881 l'ente richiese ad Umberto I una legge per la tutela dell'emblema della Croce Rossa al fine di evitare l'utilizzo dei distintivi della C.R. per scopo personale.
Il primo maggio 1881 i comitati italiani della Croce Rossa erano saliti a 69 e i sottocomitati a 116. La C.R.I. riceve il formale riconoscimento dal Regio Decreto 7 febbraio 1884 n. 1243 con il quale è, inoltre, assoggettata alla sorveglianza dei Ministeri della Guerra e della Marina.
Negli anni seguenti furono costituite delle sezioni femminili in moltissimi comitati, si acquistò ulteriore attrezzatura e si arrivò all'allestimento di 13 treni ospedali e di 6 ospedali da campo, furono, inoltre, installati diversi magazzini ed i comitati di Torino, Milano e Brescia allestirono degli ospedali da 50 posti letto. A Roma, nel Palazzo dei Conservatori al Campidoglio, fu tenuta la V Conferenza Internazionale della Croce Rossa del 1891 in cui si discusse dell'attività della C.R. in campo marittimo e delle modalità per attirare i giovani delle scuole alla C.R. (con primo accenno alla costituzione della Croce Rossa Giovanile).

### La guerra d'Eritrea
Negli ultimi mesi del 1895 la C.R.I. fu impegnata nella guerra d'Eritrea: l'ospedale mandato lì prese parte alla campagna africana soccorrendo militari ed indigeni, mentre dall'Italia vennero mandati un ulteriore ospedale e delle ambulanze. Dopo la battaglia di Adua fu mandato un altro ospedale da campo e delle ambulanze per la cura dei feriti (esempio di neutralità della C.R.). Il 9 settembre 1896 partì da Napoli una nave che andò incontro ai prigionieri italiani in Africa per riportarli in Italia.

## Anni

### Primi interventi in tempo di pace
Nel 1898 il Conte Rinaldo Taverna, presidente della C.R.I. dal 1896 (eletto dopo la morte del Conte Gian Luca Cavazzi della Somaglia), propose la necessità di attività in tempo di pace. Furono, quindi, inviate delle pattuglie nell'Agro Romano per la cura dei malarici. La campagna romana fu divisa in sette zone ognuna delle quali affidata ad un ufficiale medico, un infermiere ed un carro-ambulanza. Essi percorrevano la zona cercando gli infermi per curarli o trasportarli negli ospedali di Roma. La loro opera comprendeva la divulgazione di norme igieniche per la difesa dalla malaria e ciò contribuì ad un miglioramento sanitario ed economico dell'agro romano. Tale campagna di cura contro la malaria divenne un'opera annuale.
Contemporaneamente a Genova fu organizzata una stazione di prime cure per gli infortunati sul lavoro (inaugurata nel 1901) ed a Caltanissetta furono creati dei posti di soccorso per gli infortunati nelle miniere di Zolfo. Iniziarono, inoltre, le trattative con il Ministero per regolamentare l'intervento della C.R.I. in caso di pubbliche calamità. Nell'aprile del 1905 un'eruzione devastò i comuni vesuviani. Il comitato di Napoli organizzò subito posti di soccorso con medici ed infermieri e ricevette diverse offerte dagli altri comitati. Nello stesso anno la Calabria fu colpita da un terremoto e la C.R.I. mise a disposizione anche qui i propri mezzi di soccorso mandando tende e uomini.

### La scuola per le infermiere volontarie della Croce Rossa Italiana
A Milano, dopo il riconoscimento internazionale del ruolo delle infermiere grazie alla loro opera durante la Guerra russo-giapponese, fu inaugurata nel febbraio 1907 la prima ambulanza-scuola per le Infermiere Volontarie, le cui lezioni erano tenute da ufficiali medici dell'esercito e della C.R.I. I corsi venivano dati presso il Palazzo d'Igiene e sanità di via Palermo. Questa iniziativa la si deve a Sita Camperio Meyer che s'ispirò al modello francese del Dispensaire Ecole de Plaisance. Ispirandosi a quello che si faceva in Europa Sita Camperio si adoperò per fondare una vera e propria scuola infermieristica. La prima  Scuola delle Infermiere Volontarie della Croce Rossa Italiana vide la luce a Roma, l'8 febbraio 1908, sotto il patronato della regina Elena. La sua sede era presso l'ospedale militare del Celio e nel primo anno ricevette circa 250 iscrizioni.

## Anni 1911-1918

### La campagna in Libia

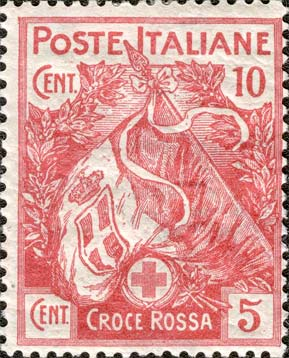
Primo francobollo di beneficenza della Croce Rossa Italiana-1915

Nel 1911 la C.R.I. mise a disposizione per la campagna in Libia tre ospedali da guerra, ambulanze da montagna, ospedali, magazzini di rifornimento e ambulatori. Durante l'aspra guerra si sviluppò nelle truppe un'epidemia di colera alla quale si intervenne con lazzaretti, disinfestazioni e cura degli ammalati, sia italiani che indigeni. Fu utilizzata poi una nave ospedale per il trasporto di feriti ed ammalati dalla Libia all'Italia. I mobilitati della C.R.I. per questa spedizione ammontarono a 1735 tra graduati e militi e 66 infermiere. In questa stessa campagna iniziarono ad apparire le prime auto-ambulanze che andarono a rimpiazzare i carri a trazione animale: il loro interno era fatto in modo da poter contenere barelle per 3 o 4 interni coricati o 10 interni seduti e il posto per il sanitario e l'infermiere.
Nel 1914 si celebrò il cinquantenario della C.R.I.: in tale occasione fu data una medaglia a tutti coloro che in quella data erano iscritti da 25 anni nell'associazione; questa distinzione è ancora in vigore e si chiama "Croce di Anzianità di Servizio".

### La Grande Guerra

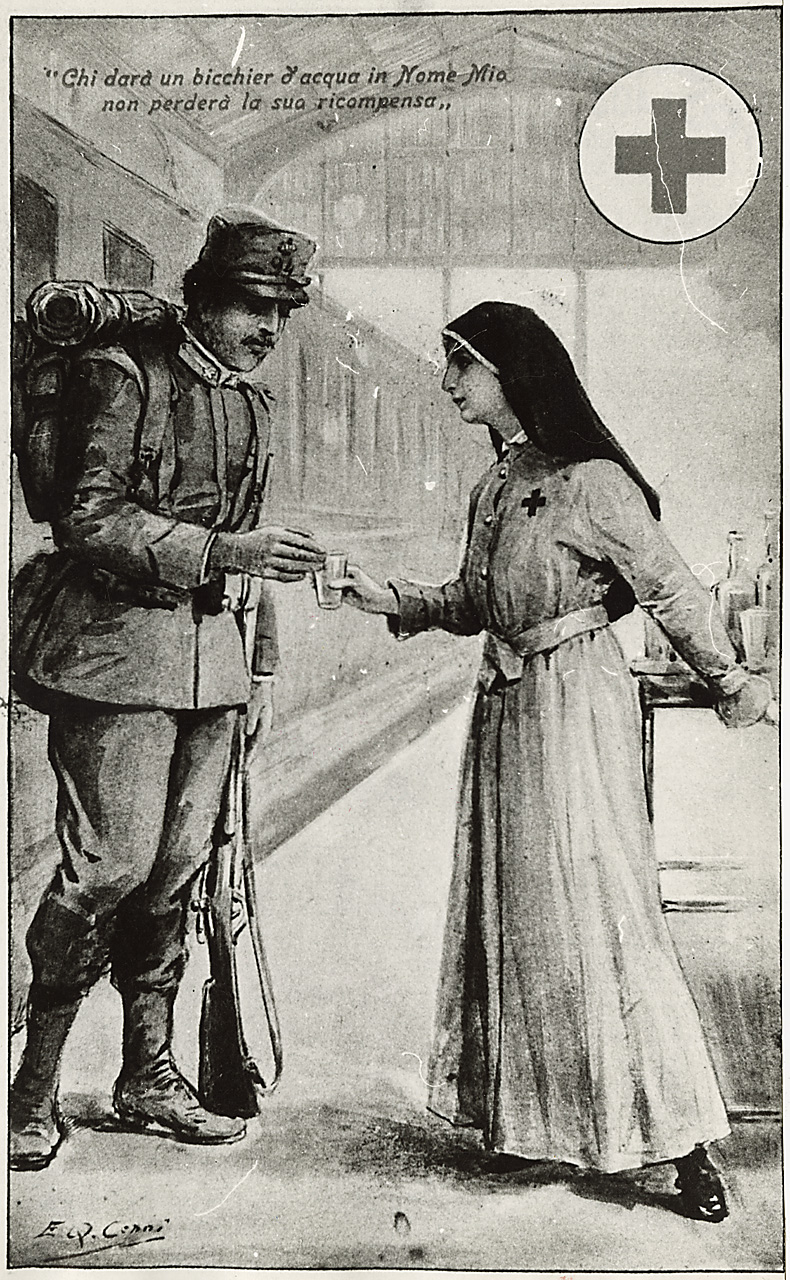
Manifesto con disegno di crocerossina, I Guerra Mondiale

Con l'inizio della prima guerra mondiale, per l'Italia nel 1915, la C.R.I. entrò in azione a fianco della Sanità Militare su due grandi campi: in zona di guerra (al fronte o nelle retrovie) ed in zona territoriale. Furono mobilitati 65 ospedali da guerra attendati, 3 ospedali di tappa, 2 ospedali chirurgici mobili, 4 sezioni di sanità, 32 ambulanze da montagna,29 posti di soccorso ferroviari, 24 treni ospedali, 15 sezioni automobilistiche, 3 sezioni da campo per Infermiere Volontarie, 1 ambulanza lagunare ed 1 ambulanza fluviale, 6 ambulanze radiologiche e 4 bagni doccia mobili. Inoltre furono impiantati diversi magazzini di rifornimento e depositi. Fu mobilitato il seguente personale: 1163 ufficiali medici, 427 ufficiali di amministrazione, 165 farmacisti, 273 ufficiali automobilisti, 157 cappellani, 1080 Infermiere Volontarie, 9500 tra graduati e militi.
Col decreto legge del 23 maggio 1915 gli iscritti al personale della C.R.I. vennero dichiarati militari quindi come tali soggetti alla disciplina militare e si riconosceva una legale equiparazione dei gradi a quelli dell'esercito. Furono messi a disposizione da enti pubblici e privati nelle varie regioni d'Italia dei locali grazie ai quali la C.R.I. riuscì a fronteggiare il ricovero dei malati e feriti reduci dalla guerra. Si arrivò ad un totale di 204 ospedali territoriali e furono ricoverati complessivamente 696.993 militari. Nacque inoltre la "Croce Rossa Italiana Giovanile" con il compito di propagandare tra la gioventù delle scuole gli ideali e le finalità dell'istituzione. La C.R.I. durante la guerra organizzò ospedali per i reduci mutilati o storpi con lo scopo di rieducarli al lavoro, con un laboratorio di protesi e rieducazione sia morale che professionale. Si iniziarono proprio durante la grande guerra ad avere le prime infrazioni della convenzione di Ginevra con il siluramento di una nave-ospedale della Croce Rossa Russa.
Nel 1917 fu costituita la "Commissione per le opere antitubercolari della Croce Rossa Italiana" allo scopo di integrare in modo più facile e veloce le diverse provvidenze sanitarie contro la tubercolosi. Dalla commissione fu messa in evidenza la grandiosità del problema sottolineando che la tubercolosi faceva più vittime in un anno che non in tre anni la guerra. Tra i suoi progetti si ricorda il sanatorio per i malati tubercolotici situato a Pozzuoli. Col finire della guerra la commissione dovette inoltre affrontare il rimpatrio dei prigionieri di guerra tubercolotici, per il quale il Ministero della Guerra aveva accolto la proposta di concentrarli in dei grandi ambienti sulla Riviera ligure.
Nel 7 ottobre 1917 fu emanato un decreto per la cessione gratuita, da parte dello Stato alla C.R.I., di mobili e materiali non più servibili: tale decreto fu poi rinnovato periodicamente e fu una fonte di giovamento per l'associazione. Nel ripiegamento della battaglia di Caporetto nell'ottobre 1917 la CRI perdette 39 Ospedali da guerra con 6172 posti letto, 15 ambulanze da montagna, 3 ospedali chirurgici 3 sezioni sanità e diversi autoveicoli per un totale di perdita di circa venti milioni di lire.

## Anni 1918-1929: La Croce Rossa Italiana durante il primo dopoguerra
La Croce Rossa Americana durante la guerra organizzò una commissione che istituì a Roma un magazzino con carichi di forniture da ospedale e ambulanze complete di equipaggiamento. Inoltre distribuì coperte e numerosi apparecchi sanitari e fornì fondi per l'acquisto di vestiti per i profughi. Erogò infine un milione di lire al comitato Romano per l'organizzazione civile per l'opera di soccorso alle famiglie dei caduti e dei profughi.

### La lotta alle epidemie
Con la disposizione del 20 gennaio 1918 fu costituito uno speciale “Ufficio provvidenze sanitarie-sociali” per la lotta alle malattie sociali come la tubercolosi, con l'attuazione di un programma di assistenza alle classi più umili attraverso la diffusione delle conoscenze igieniche e l'intensificazione della profilassi antimalarica.
Dal luglio 1915 all'aprile 1919 l'ospedale di Roma "Quirinale" si occupò prima dei feriti comuni di guerra e fu poi destinato agli invalidi, per i quali attuò una prima rieducazione generica e morale. La sua destinazione all'assistenza ai mutilati fu voluta dalla stessa Regina Elena che ne seguiva con cura l'andamento.
Durante la guerra l'Associazione aveva assistito 22086 militari tubercolotici e continuò in tale opera integrandola con ulteriori iniziative antitubercolari, mentre continuava di pari passo la lotta contro la malaria che ormai aveva raggiunto il secondo decennio. Mentre la guerra si avviava al suo epilogo iniziò a diffondersi una nuova epidemia influenzale che fu chiamata “spagnola”. La CRI operò anche nella battaglia contro quest'ultima attraverso l'invio di ufficiali medici e infermiere volontarie in diverse zone. Dove non bastavano più gli ospedali civili diversi ospedali furono sgomberati dai militari degenti. Nel 1920 si tenne il corso per Assistenti Sanitarie Visitatrici per costituire un corpo di assistenti sanitarie con il compito di curare e di pervenire la diffusione delle malattie per mezzo di insegnamenti pratici di igiene. Si aggiunse così un'altra categoria di specializzate che in breve tempo uscirono dalle scuole create e gestite dalla CRI.

### La lega delle Società di Croce Rossa
Ebbe luogo a Cannes nell'aprile 1919 la prima Conferenza Internazionale delle Croci Rosse dopo l'avvento della pace, alla quale presero parte Italia, USA, Francia, Gran Bretagna e Giappone. Tale conferenza avrebbe dovuto definire la futura attività delle Associazioni: si posero quindi i futuri obiettivi delle Croci Rosse: lo sviluppo delle misure per migliorare la salute pubblica come l'igiene dei fanciulli, l'educazione delle infermiere, la lotta contro la tubercolosi, la malaria e le malattie veneree.
Dalle stesse associazioni che parteciparono alla Conferenza di Cannes si costituì il 5 maggio 1919 a Ginevra la “lega delle Società di Croce Rossa” che fu accettato dal comitato internazionale come un nuovo sviluppo del movimento umanitario.
Il 2 marzo 1920 si tenne a Ginevra la prima riunione del Consiglio Generale della Lega delle Società di Croce Rossa. L'Italia era rappresentata dal Sen. Conte Giuseppe Frascara, ex presidente generale dell'CRI (lasciò la carica nell'agosto del 1919 all'On. Avv. Giovanni Ciraolo). In questa prima riunione si sottolineò che, mentre il Comitato Internazionale restava il difensore delle idee e dei principi universali della Croce Rossa, la Lega aveva uno scopo pratico: migliorare la salute pubblica, prevenire le malattie, alleviare le sofferenze; perciò sarebbe divenuta un organo esecutivo senza sostituirsi al Comitato Internazionale. Si tennero poi le sedute delle commissioni per la difesa dell'infanzia, per la lotta contro la tubercolosi, per la questione delle Infermiere, ecc. e fu confermato il programma di pace. Si espresse, infine, il ringraziamento alla Croce Rossa Americana che aveva aiutato economicamente la Lega. Per chiudere il Presidente della Croce Rossa svizzera affermò che la collaborazione tra il Comitato Internazionale e la Lega doveva recare il motto "guerra alla guerra".

### L'impresa di Fiume
Intanto il 13 settembre 1919 si ebbe la notizia della partenza di Gabriele D'Annunzio verso Fiume. La CRI comunicò, quindi, la sua disponibilità a fornire il necessario alla città e spedì vagoni con latte condensato e materiali farmaceutici sanitari. Presto si formarono periodici collegamenti tramite treni con i quali Fiume venne fornita di ogni genere alimentare.

### L'Unione Internazionale di Soccorso

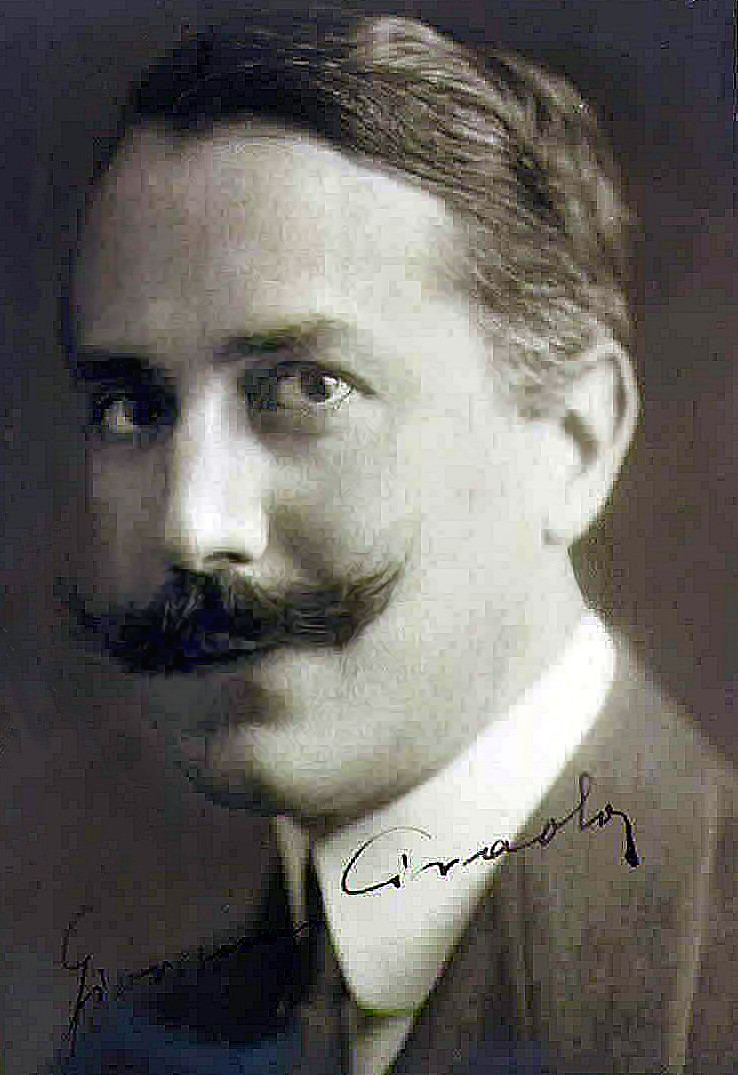
Giovanni Ciraolo

Nell'aprile 1921 si tenne la X Conferenza Internazionale della Croce Rossa a Ginevra. Durante la settima seduta il Sen. Giovanni Ciraolo propose che gli stati offrissero una parte del loro tesoro nazionale alla preparazione di un esercito di soccorso e al soccorso ai popoli colpiti da calamità. Presentò, quindi, un progetto per la creazione di una cassa internazionale di soccorso contro le pubbliche calamità. Questo progetto fu il precursore dell'Unione Internazionale di Soccorso e fu approvato dalla conferenza all'unanimità. In questa stessa conferenza iniziarono a nascere nuove iniziative destinate ad estendere la missione umanitaria della Croce Rossa nel mondo. Nel settembre 1923 si svolse a Ginevra la XI Conferenza Internazionale della CR dove furono enunciati per la prima volta i principi per la tutela dei civili in caso di guerra e si discusse del "Progetto Ciraolo" incaricando gli organi internazionali di Croce Rossa di occuparsi di tale progetto seguendo le linee suggerite dallo stesso senatore. La legge del 21 giugno 1928 approvò la convenzione e lo statuto firmati a Ginevra nel luglio 1927 per la creazione della "Unione Internazionale di Soccorso" (Progetto Ciraolo), dandole piena ed intera esecuzione.
Sul finire del 1929 la CRI organizzò come prova un servizio di prima assistenza sulla strada, su circa 1000 km di strade dell'Alto Adige, installandovi, a distanza di circa 15 km uno dall'altro, dei posti di assistenza affidati al personale della CRI. Nello stesso anno il Presidente Generale (sen.Cremonesi) presentò poi una proposta per far concedere alle autoambulanze della CRI la precedenza su tutti gli altri veicoli. Durante quegli stessi anni la CRI partecipò agli esperimenti di protezione antiaerea prima a Roma poi a Bologna e a Firenze. Vi presero parte numerosi ufficiali, sottufficiali, militi e infermiere volontarie.

### Riconoscimenti
Il 5 giugno 1920 alla C.R.I. fu riconosciuta la sua azione nella grande guerra con il conferimento della Medaglia di argento al valore militare. Era la seconda medaglia d'argento della CRI e fu fissata in quella data l'annuale celebrazione della Festa del corpo militare della CRI. Il 17 ottobre 1920 alla C.R.I. fu conferita un'insegna che venne schierata insieme a quella dei Bersaglieri, degli Alpini e degli altri corpi militari nel grande cortile di onore della Reggia del Quirinale. Nel 1925 fu poi applicata ad essa una targa anteriore: Associazione Italiana di Soccorso ai malati ed ai feriti in guerra (1864) Labaro (1920); ed targa posteriore: Campagne di guerra italo-austriaca 1866- francese-prussiana 1870; Eritrea 1895-96; Libia 1911-12; Balcani 1912-13; Campagna 1915-18. Medaglia d'argento al valore militare 1911, 1915-18. Nel gennaio 1929 il Consiglio dei Ministri approvava il disegno di Legge che istituiva in Italia la "Giornata della Croce Rossa" da celebrarsi ogni anno il 15 giugno.

## Anni 1934-1940

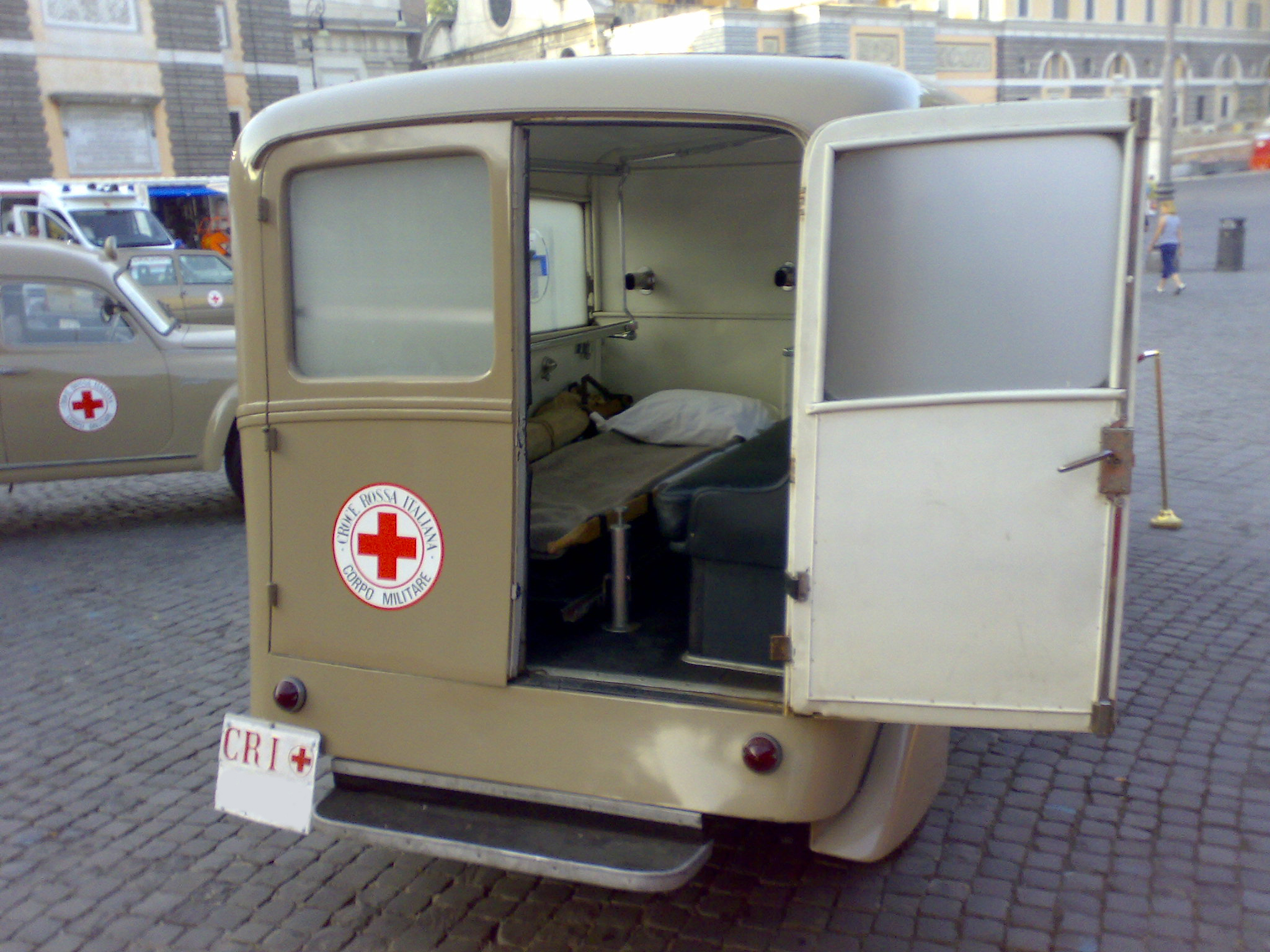
Vettura Bianchi S9 del corpo militare della croce rossa italiana (immatricolata nel 1938), versione autoambulanza a cura della carrozzeria Garavini

Nel 1934 la C.R.I. svolse servizio di assistenza profilattica e di assistenza sanitaria nell'Agro Romano per la lotta contro la malaria; eseguì il censimento della popolazione, la ricerca l'accertamento e la cura dei malarici, l'assistenza nelle scuole, le visite mediche a domicilio, il trasporto dei pazienti in zona e fuori zona, la vigilanza igienica e altri numerosi interventi. Questi servizi furono tali per vastità ed importanza da considerarsi fra i più grandiosi della sua attività di pace.
La Gazzetta Ufficiale del 3 aprile 1936 pubblicò il decreto che costituì la soluzione definitiva del Regolamento per il personale militare mobilitabile della C.R.I. in quanto ne disciplinava lo stato giuridico, il reclutamento, l'avanzamento e il trattamento economico. Dal natale 1936 partirono le prime unità sanitarie della C.R.I. per la Spagna, ove infieriva la guerra civile. Il 22 dicembre 1936 la C.R.I. provvide all'invio di due ospedali attendati con personale e nucleo chirurgico, di una autoambulanza radiologica e di vari mezzi sanitari. Appena giunti in Spagna questi ultimi vennero dislocati ove maggiormente necessitava la loro opera. Nel novembre 1937 furono necessari ulteriori soccorsi e medicinali supplementari.
La CRI si occupò, inoltre, mediante l'opera del Comitato Internazionale, delle trattative per lo scambio dei prigionieri, che si effettuò in numerosissime riprese, nonostante che in quegli anni si fosse inserita nell'orbita del regime, che limitava al minimo i contatti di carattere internazionale i quali erano invece alla base della sua azione.

## Anni 1940-1944: La C.R.I. nella seconda guerra mondiale
Giuseppe Mormino fu nominato Presidente Generale il 1º maggio 1940, dopo la deposizione dalla carica del Senatore Filippo Cremonesi (che aveva quasi raggiunto i 12 anni di presidenza), e nel brevissimo tempo intercorso tra la sua nomina e l'entrata dell'Italia nella seconda guerra mondiale intensificò l'organizzazione dei servizi sanitari che la C.R.I. avrebbe dovuto disimpegnare in tempo di guerra; invitò quindi i Centri di Mobilitazione ad intensificare la propaganda per arruolare personale dato che, in tempo di guerra, potevano prestar servizio nella C.R.I. soltanto coloro che erano esenti per riforma dal servizio militare e gli uomini che avevano oltrepassato il quarantacinquesimo anno di età.
L'ordine di apprestamento delle varie unità e servizi della C.R.I. pervenne il 7 giugno 1940, quello di mobilitazione il 10. All'indomani della dichiarazione di guerra, il Comitato Internazionale della Croce Rossa di Ginevra si mise a disposizione del governo italiano per garantire l'applicazione delle norme della Convenzione di Ginevra da parte di tutti i belligeranti. La lega delle società di Croce Rossa orientò la sua attività verso l'assistenza sociale a favore delle popolazioni civili colpite dalla guerra: costituì una Commissione mista di soccorso che si occupò del rifornimento dei generi alimentari per le popolazioni civili e dell'apprestamento dei mezzi di trasporto occorrenti, terrestri e marittimi.
Durante la guerra la C.R.I. inviò soccorsi in Romania dove nel novembre 1940 si verificò un forte moto sismico, così come li inviò in Belgio per lo stato di indigenza della popolazione. Inviò poi aiuti nel Montenegro e in Grecia con generi alimentari, medicinali, assistenza sanitaria. Per quanto riguarda il Montenegro, l'assistenza sanitaria continuò anche quando scoppiarono i moti civili durante i quali gli insorti attaccarono gli ospedali della C.R.I. uccidendo tre persone e ferendo diversi militi.
Importante fu l'opera svolta per il rimpatrio dei connazionali dall'Africa orientale per il quale furono attrezzate diverse navi ed il personale adibito a questo servizio seguì speciali corsi di istruzione presso la Clinica delle malattie tropicali dell'Università di Roma. Le navi giunsero a destinazione nel maggio 1942 ed il giorno successivo iniziarono l'imbarco dei connazionali a grossi scaglioni con opere di profilassi. Il 21 giugno le prime due navi attraccarono a Napoli dove avvennero le operazioni di smistamento degli ammalati negli ospedali e le altre navi attraccarono a Genova.
Un altro compito svolto dalla C.R.I. durante la seconda guerra mondiale fu l'ufficio prigionieri di guerra a cui venne riconosciuta la facoltà di tenere i contatti con l'Agenzia Centrale dei prigionieri di guerra di Ginevra. Attraverso il suo servizio la C.R.I. fu in grado di fornire alle famiglie dei prigionieri notizie precise e sicure attraverso uno speciale schedario ed un'ottima organizzazione del lavoro. Venne attuata anche una trasmissione della corrispondenza da e per i prigionieri di guerra usufruendo di mezzi di comunicazione rapidi come l'invio per aereo e uno speciale servizio radiotelegrafico usato soprattutto per l'Africa Orientale. Nel giugno del 1943 con lo sbarco delle armate alleate in Sicilia iniziò la tragedia della guerra italiana. Le squadre della C.R.I. entrarono in soccorso a Roma il 19 luglio del 1943 dopo il bombardamento del quartiere di S.Lorenzo e continuarono anche dopo quello del 13 agosto.
L'8 settembre 1943 la C.R.I. fu fatta trasferire al Colle dell'Aprica mentre a Roma i più fedeli funzionari si erano sottratti al trasferimento al nord per salvaguardare la continuità dei lavori in quegli uffici. Così a sud della linea di Cassino rimasero dei Comitati sotto le direttive di un commissario nominato dal Governo di Brindisi mentre a nord il Comitato Centrale della Croce Rossa della RSI, trasportato ad Aprica, perdeva ogni giorno di più il controllo sul resto della C.R.I. Ambo i tronconi in cui venne divisa la C.R.I. persero, ufficialmente, il riconoscimento del loro carattere e dei loro compiti internazionali.

### Le unità mobilitate durante il conflitto
Oltre al Comitato Centrale, alla Delegazione presso le Forze operanti, ai sedici Centri di mobilitazione ed ai dieci Ispettorati amministrativi, furono mobilitati cinque magazzini di rifornimento, sedici autoparchi, sei nuclei automobilistici, 56 posti di soccorso ferroviari e portuali, 6 direzioni centrali per la protezione sanitaria antiaerea, 26 squadre di riserva, 300 squadre di pronto soccorso, 133 stabilimenti di prima cura e smistamento, 84 stabilimenti di cura specializzata, 132 stabilimenti di bonifica umana, 155 squadre di bonifica delle zone infette. Contemporaneamente fu mobilitato l'Ispettorato Nazionale Infermiere che provvide all'organizzazione delle Infermiere e alla loro destinazione presso le unità mobili e territoriali della C.R.I. e presso le forze armate italiane. Fu istituito l'Ufficio Prigionieri di Guerra e vennero allestiti e tenuti pronti ad entrare subito in funzione 22 treni ospedali, 24 posti di soccorso ferroviari, 12 ospedali territoriali, 46 ospedali attendati, 75 ambulanze attendate e 9 ambulanze lagunari.
Nel 1942 furono mobilitate quattro formazioni sanitarie che furono imbarcate sulle navi destinate al rimpatrio dei connazionali dall'Africa Orientale. Al giugno del 1942 il personale era formato da 556 ufficiali medici, 58 farmacisti, 301 commissari, 128 contabili, 16 cappellani e 6495 tra sottufficiali, graduati e militi, le infermiere volontarie mobiliate fuori sede erano 1021, quelle in servizio negli ospedali territoriali erano 3048. Furono poi allestiti e fatti funzionare 26 ospedali che ricoverarono quali 70.000 feriti e ammalati.
La C.R.I. istituì dei centri di raccolta per mutilati ed invalidi per alleviare loro e le loro famiglie da disagi e difficoltà.

## Il secondo dopoguerra
La liberazione di Roma con l'entrata degli alleati il 4 giugno 1944 restituiva alla C.R.I. la sede della sua direzione riannodando l'opera comune interrotta. Iniziò così la restaurazione e la riorganizzazione della C.R.I. e furono istituite due commissioni, una politica e una amministrativa, che vagliarono l'operato dei funzionari rimasti alla sede di Roma.
I danni subiti dalla C.R.I. a causa degli eventi bellici erano valutabili intorno ai due miliardi e mezzo; il danno maggiore era stato portato ai beni mobili. La C.R.I. aveva perduto attrezzature di treni-ospedali, di ospedali da campo, di navi-ospedale; aveva perduto 459 delle 743 autoambulanze possedute, 79 autovetture;37 autocarri e 110 automezzi di varia specie. Si procedette al riordinamento del personale, problema complesso a causa delle vicende politiche. Fu ottenuto di abbassare i limiti di età per gli arruolamenti del personale militare, necessario per il dopoguerra.
Si ripresero i rapporti con l'estero che, durante il periodo fascista, si erano talmente rarefatti da indurre uno spirito di diffidenza verso la C.R.I. da parte delle organizzazioni internazionale di Croce Rossa. La Croce Rossa Americana contribuì insieme a quella Britannica per la rinascita dell'associazione. La C.R.I. fu ufficialmente invitata alla conferenza consultiva della Croce Rossa tenutasi a Ginevra nell'ottobre 1945 al fine di ristabilire i diretti contatti tra le Croci Rosse dopo la guerra. Fu effettuata la riorganizzazione degli automezzi e quella del materiale che fu recuperato, immagazzinato e inventariato. Risorsero man mano anche i comitati periferici che erano stati duramente provati dagli eventi bellici. Pervennero aiuti dalle croci rosse estere che mandarono circa 560.000 kg di merci che permisero la C.R.I. di procedere ad una distribuzione nazionale.
Nell'aprile 1945 fu costituito l'A.G.I.U.S. (ufficio assistenza giuridica agli stranieri) con il compito di assicurare assistenza giuridica a quegli stranieri che per varie cause alla fine della guerra si erano trovati in territorio italiano: assistenza per questioni di lavoro, di emigrazione, di danni di guerra, ecc. In quello stesso anno fu respinta una missione di aiuto della C.R.I. per gli italiani in Germania da parte dei suoi occupanti; soltanto un treno ospedale nato per iniziativa del Comitato di Bolzano riuscì a far servizio in Germania per molti mesi provvedendo al rimpatrio di ammalati italiani e alla distribuzione di viveri, medicinali e generi di conforto. Più tardi fu consentito alla C.R.I. di effettuare la sua diretta attività in Germania.
Una volta avvenuto l'armistizio, i prigionieri di guerra, per una disposizione alleata, al momento in cui mettevano piede in Italia perdevano la loro qualifica di militari; ciò impedì alla Sanità Militare di provvedere a loro direttamente, e accollò alla C.R.I. la responsabilità di un così vasto servizio che si rivolgeva ad oltre un milione di reduci e che fu attuato grazie all'istituzione degli "Ospedali Convenzionati". I primi sorsero in Puglia e in Campania e si estesero poi alle altre regioni raccogliendosi soprattutto nell'Italia Settentrionale. Fino al 1946 vi furono ricoverati 41.354 degenti che godettero anche di un'assistenza sociale che si aggiungeva a quella sanitaria.
La distruzione degli ospedali civili in alcune regioni pose in critiche condizioni d'abbandono sanitario le popolazioni civili. La C.R.I. si sostituì temporaneamente con le sue unità permettendo così alla Sanità Pubblica di provvedere in un secondo tempo e con mezzi più idonei al problema. Furono, inoltre, riaperti i sanatori per la lotta alla malaria. Nacque il "Corpo dei Volontari del Soccorso" attraverso il quale ogni cittadino poté contribuire all'opera di pronto soccorso in ogni parte del Paese.
Nel campo dell'assistenza sociale la C.R.I. attuò un'iniziativa che sotto il nome di “Madrinato” assistette i bambini orfani a causa della guerra. Il sistema provvedeva al ricovero a parziale o totale carico delle “madrine” che si impegnavano a versare alla CRI una quota mensile pari alla retta di ricovero ed a seguire la vita di collegio dei loro piccoli protetti visitando o scrivendo loro. Il 26 novembre 1946 a Parigi la Lega delle Società della Croce Rossa ricevette l'ufficiale comunicazione di una decisione presa dall'Organizzazione delle Nazioni Unite in base alla quale raccomandava di attirare l'attenzione delle nazioni membri sulla particolare importanza dell'opera della Croce Rossa nel mondo.

### Ente pubblico
Con la Legge del 20 marzo 1975 n. 70 la C.R.I. viene classificata come "Ente di assistenza generica" ed assoggettata alla disciplina degli enti pubblici parastatali. Con il DPR 31 luglio 1980 n. 613 ha stabilito nuovi criteri ai quali avrebbe dovuto ispirarsi lo statuto dell'Associazione, qualificandola, nello stesso tempo, ente di diritto pubblico.
Dal 1980 la C.R.I. è stata soggetta ad un lungo periodo di commissariamento, durante il quale le mansioni di competenza degli organi ordinari sono state svolte da diversi commissari straordinari di nomina governativa, terminato nel 1998, con la promulgazione di un nuovo statuto dell'ente, che prevedeva la possibilità di svolgere l'elezione degli organi di governo interni, e con l'elezione quale presidente nazionale di Mariapia Garavaglia. Nel 2003 fu nuovamente commissariata dal governo Berlusconi II e venne nominato come commissario, l'avv. Maurizio Scelli. Scelli contribuisce, in quel periodo, alla liberazione di alcuni ostaggi italiani in Iraq, tra i quali, Simona Pari e Simona Torretta. Viene per questo conferita alla Croce Rossa Italiana la medaglia d'oro al valor civile  dal Presidente Carlo Azeglio Ciampi nel novembre del 2004.
Nel dicembre 2005 a seguito dell'emanazione di ulteriore nuovo Statuto, è stato eletto come Presidente nazionale Massimo Barra, in carica fino al 30 ottobre 2008. In tale data, con Decreto del Presidente del Consiglio dei ministri, venne nominato commissario l'avv. Francesco Rocca,

### La riforma del 2012
Con l'emanazione del d.lgs 28 settembre 2012 n. 178 - e della successiva ordinanza commissariale n. 552-12 del 23 novembre 2012 - la Croce Rossa italiana è stata trasformata da ente di diritto pubblico in ente giuridico di diritto privato, venendo nel contempo il vecchio ente posto in liquidazione, assumendo la nuova denominazione di Ente strumentale alla Croce Rossa italiana. Il d.lgs. 178/2012 ha, inoltre, stabilito che il commissario straordinario disponesse, con propria ordinanza, modifica allo statuto vigente riducendo il numero delle attuali componenti volontaristiche non ausiliarie delle forze armate italiane. Contemporaneamente, la CRI viene riconosciuta Società volontaria di soccorso ed assistenza. Sono fatte salve le norme del Codice dell'ordinamento militare e del "Testo unico delle disposizioni regolamentari in materia di ordinamento militare", che disciplinano l’espletamento dei compiti dei due corpi volontari ausiliari delle forze armate italiane.
Francesco Rocca ha successivamente assunto la nomina di Presidente Nazionale il 27 gennaio 2013, in seguito alle elezioni svolte nell'Assemblea nazionale dell'organizzazione. Il 22 giugno 2013, in occasione della fiaccolata svoltasi a Solferino, l'Assemblea Nazionale della Croce Rossa Italiana, composta da tutti i presidenti locali, provinciali e regionali e dal presidente nazionale e dai due vicepresidenti nazionali, ha approvato il nuovo statuto dell'ente.
Dal 1º gennaio 2016 la Croce Rossa Italiana ha cambiato personalità giuridica diventando un'APS (Associazione di promozione sociale) di diritto privato